# Francis King
Francis Henry King (Adelboden, 4 de marzo de 1923 - 3 de julio de 2011) fue un novelista, poeta y cuentista británico. Trabajó para el British Council durante 25 años, y fue corresponsal en Europa y Japón. Durante 25 años, fue uno de los principales críticos literarios de The Sunday Telegraph, y durante diez años fue el crítico de teatro de la publicación.

## Biografía
Nació el 4 de marzo de 1923 en Adelboden (Suiza). Su padre era funcionario y, por eso, Francis King creció en la India y volvió a Inglaterra cuando su padre estaba muriendo. A la muerte de este, estuvo bajo la tutela de sus tíos. Estudió en Shrewsbury School y en Balliol College de Oxford. Durante la Segunda Guerra Mundial fue objetor de conciencia, y dejó Oxford para trabajar en la tierra.
Después de graduarse en 1949, trabajó para la British Council. Eso le llevó a viajar por Italia, Tessalónica y Kyoto. Mientras estaba en Grecia trabó amistad con la escritora Anne Cumming, que también trabajaba para el British Council. Ella disfrutaba observando sus aventuras homosexuales. En 1964 renunció a escribir a tiempo completo, cuando ya había publicado nueve novelas, así como poemarios y memorias.
Ganó el Premio Somerset Maugham por su novela The Dividing Stream (1951) y también obtuvo el premio Katherine Mansfield de cuentos. En 2000 English PEN le otorgaron el Golden PEN Award por su "servicio distinguido a la literatura durante tota su vida". El libro The Firewalkers (1956) fue publicado bajo el pseudónimo de Frank Cauldwell. De 1986 a 1989 fue presidente de PEN Club Internacional. Fue miembro de la Royal Society of Literature y fue nombrado oficial del Orden del Imperio Británico en 1979 y comandante de la Orden en 1985.
King declaró públicamente su homosexualidad en los años 70. Después que su pareja muriese de SIDA en 1988, explicó su relación en Yesterday Came Suddenly (1993). King sufrió un accidente cerebrovascular en 2005 y murió el 3 de julio de 2011 a la edad de 88 años.

## Obras
- To the Dark Tower (1946), novela
- Never Again (1948), novela
- An Air That Kills (1948), novela
- The Dividing Stream (1951), novela, Premio Somerset Maugham 1952
- Rod of Incantation (1952), poemas
- The Dark Glasses (1954), novela
- The Firewalkers: a Memoir (1956), escrito con el pseudónimo Frank Cauldwell
- The Man on the Rock (1957), novela
- The Widow (1957), novela
- The Custom House (1961), novela
- The Japanese Umbrella and Other Stories (1964), colección de cuentos
- The Last Pleasure Gardens (1965)
- The Waves Behind the Boat (1967), novela
- Robert de Montesquiou de Philippe Julian (1967) – traductor con John Haylock
- The Brighton Belle and other stories (1968)
- The Domestic Animal (1970), novela, revisión de la edición suprimida de 1969
- Flights (1973)
- A Game of Patience (1974)
- The Needle (1975)
- E.M. Forster and his World (1978), biografía del autor de Pasaje a la India y Regreso a Howards End
- Act of Darkness (1983)
- Voices in an Empty Room (1984)
- Frozen Music (1987)
- Visiting Cards (1990)
- Punishments (1989)
- The Ant Colony (1992)
- Yesterday Came Suddenly (1993), autobiografía
- The Nick of Time (2002), novela
- The Sunlight on the Garden (2006), colección de cuentos
- With My Little Eye (2007), novela
- Cold Snap (2009)